# 南前川町
南前川町（みなみまえがわちょう）は、徳島県徳島市の町名。現行行政地名は南前川町一丁目から南前川町五丁目。2009年12月現在の徳島市の調査による人口は640人、世帯数は287世帯。郵便番号は〒770-0808。

## 地理
徳島市の北東部に位置し、渭北地区に属する。一帯は昭和初期の埋立地である。
徳島中心市街地周縁の住宅地のひとつで南は助任川、西は新町川に面する。東から西へ細長く助任川に沿って延び、西の南田宮2丁目との境界は助任川と新町川との合流点である。

### 河川
- 助任川
- 新町川

## 歴史
元は前川町内南部にあたり、1942年（昭和17年）より現在の町名となる。徳島地方貯金局が昭和5年に開局。大正10年に日本キリスト教婦人矯風会徳島支部が三丁目に前川乳児保育所を創設した。昭和3年に三丁目の前川郵便局が敷島紡績工場女工の為替送金用に開局された。

### 地名の由来
地名の由来は、前が川に面するという地形からの名称といわれている。

## 交通

### 道路
- 徳島県道30号徳島鴨島線

### バス
徳島バス・徳島市営バス
- 前川経由

## 施設

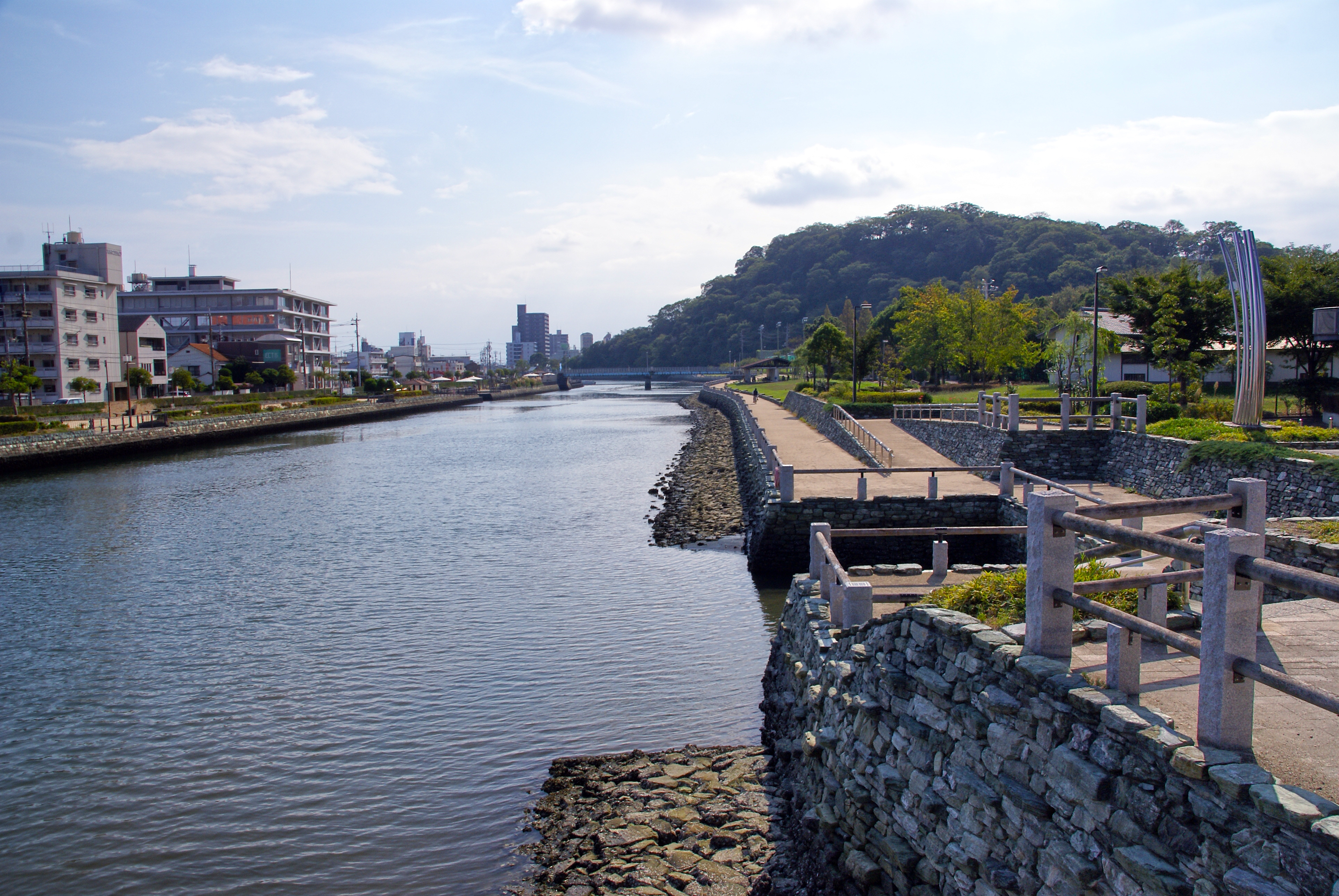
助任川。左側が南前川町である。

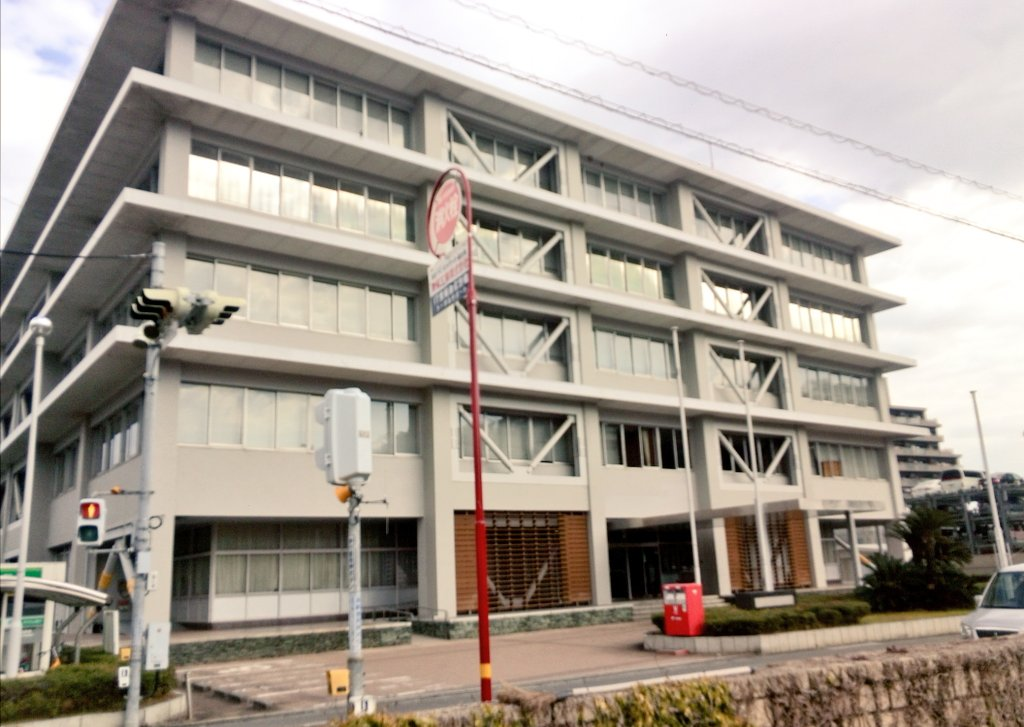
徳島貯金事務センター

- 鳴門教育大学附属小学校
- 鳴門教育大学附属幼稚園
- 徳島中央公園 - 助任川河岸緑地。
- 徳島貯金事務センター
- パークウエストン

### かつて存在した施設
- ウェルシティー徳島・徳島厚生年金会館